# Sekundærrute 502
Sekundærrute 502 er en motorvejsstrækning mellem Snejbjerg og Sinding, der indgår i Messemotorvejen.

## Forløb
Motorvejen er en forsættelse og en del af den nuværende Messemotorvejen og starter ved Snejbjerg, hvor den går i en bue vest om Herning forbi Regionshospitalet Gødstrup, og frem til det tilslutningsanlæg, der sammenkobler den nordlige afslutning af Messemotorvejen med Holstebromotorvejen samt motortrafikvejen nord om Herning, som begge indgår i Primærrute 18. 
Delstrækningen af Messemotorvejen mellem Snejbjerg og Sinding åbnede den 28. maj 2017.